# Южнокитайский подковонос
Южнокитайский подковонос, или подковонос Ру (лат. Rhinolophus rouxii), — вид летучих мышей из семейства подковоносых (Rhinolophidae).

## Распространение
Эндемик Южной Азии, который встречается в Китае, Индии, Мьянме, Непале, Шри-Ланке и Вьетнаме. Обитает на высотах от уровня моря до 1370 метров над уровнем моря. Этот вид летучих мышей обитает в пещерах, дуплах больших деревьев во влажных вечнозеленых лесах, неиспользованных скважинах, старых домах и храмах.

## Сохранение вида
Вид находится под угрозой в связи с пещерным туризмом, что ведет к снижению популяций. Также грозит потеря среды обитания, в основном за счет коммерческих рубок и преобразования земель в земли сельскохозяйственного использования. На данный момент существует несколько заповедников, где данный вид находится под охраной.